# Un été capricieux
Pour plus de détails, voir Fiche technique et Distribution.
Un été capricieux (Rozmarné léto) est un film tchécoslovaque réalisé par Jiří Menzel, sorti en 1968. 
C'est l'adaptation du roman du même nom publié par Vladislav Vančura en 1926. Le film fait partie de la sélection officielle du Festival de Cannes 1968 qui est interrompu à cause de Mai 68.

## Synopsis
L'histoire humoristique du major Hugo, du prêtre Roch et du gardien de bain Antonín Dura durant des journées d'été pluvieuses.

## Fiche technique
- Titre original : Rozmarné léto
- Titre français : Un été capricieux
- Réalisation : Jiří Menzel
- Scénario : Jiří Menzel, Václav Nývlt d'après Vladislav Vančura
- Pays d'origine : Tchécoslovaquie
- Format : Couleurs - 35 mm - Mono
- Genre : comédie
- Durée : 74 minutes
- Date de sortie : 1968

## Distribution
- Rudolf Hrusínský : Antonín Dura
- Vlastimil Brodský : le major Hugo
- Frantisek Rehák : le prêtre Roch
- Míla Myslíková : Katerina Durová
- Jana Preissová : Anna
- Jiří Menzel : Arnostek
- Bohus Záhorský : Starik
- Vlasta Jelínková : Sluzebna
- Alois Vachek : homme dans le bar
- Bohumil Koska : homme dans le bar
- Karel Hovorka : homme dans le bar
- Antonin Prazak : policier
- Pavel Bosek : maire

## Sélection
- Festival de Cannes 1968 : sélection officielle

Le festival de Cannes est interrompu en 1968 avant son terme à cause des événements de mai 68 et aucun prix n'est décerné.
- Festival de Karlovy Vary 1968 : Globe de cristal du meilleur film.